# Saint-Céneré

Saint-Céneré este o comună în departamentul Mayenne, Franța. În 2009 avea o populație de 449 de locuitori.